# Église Saint-Pierre de Chaniers
Pour les articles homonymes, voir Église Saint-Pierre.
L'église Saint-Pierre est une église catholique située à Chaniers, en France.

## Localisation
L'église est située dans le département français de la Charente-Maritime, sur la commune de Chaniers.

## Description

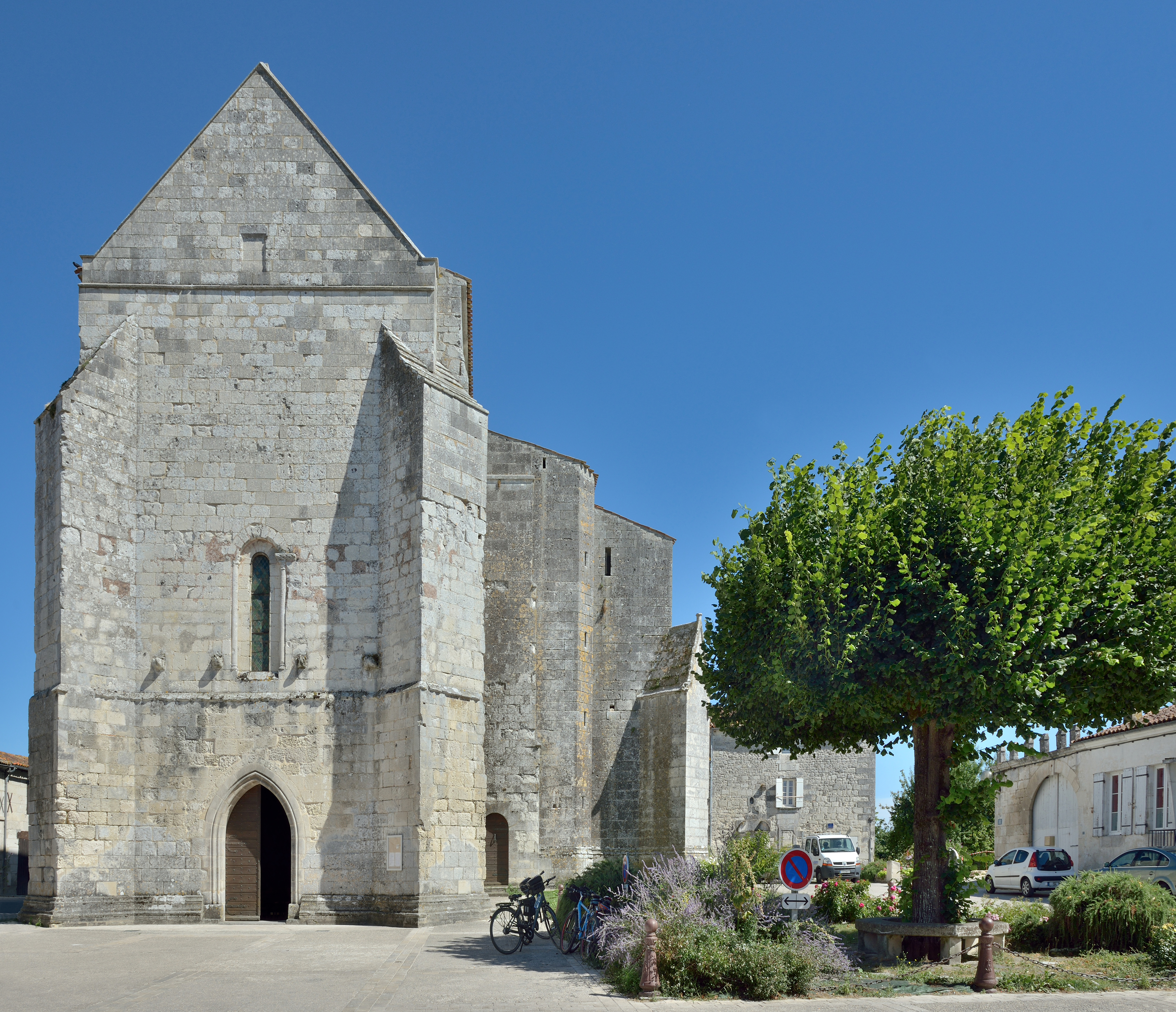
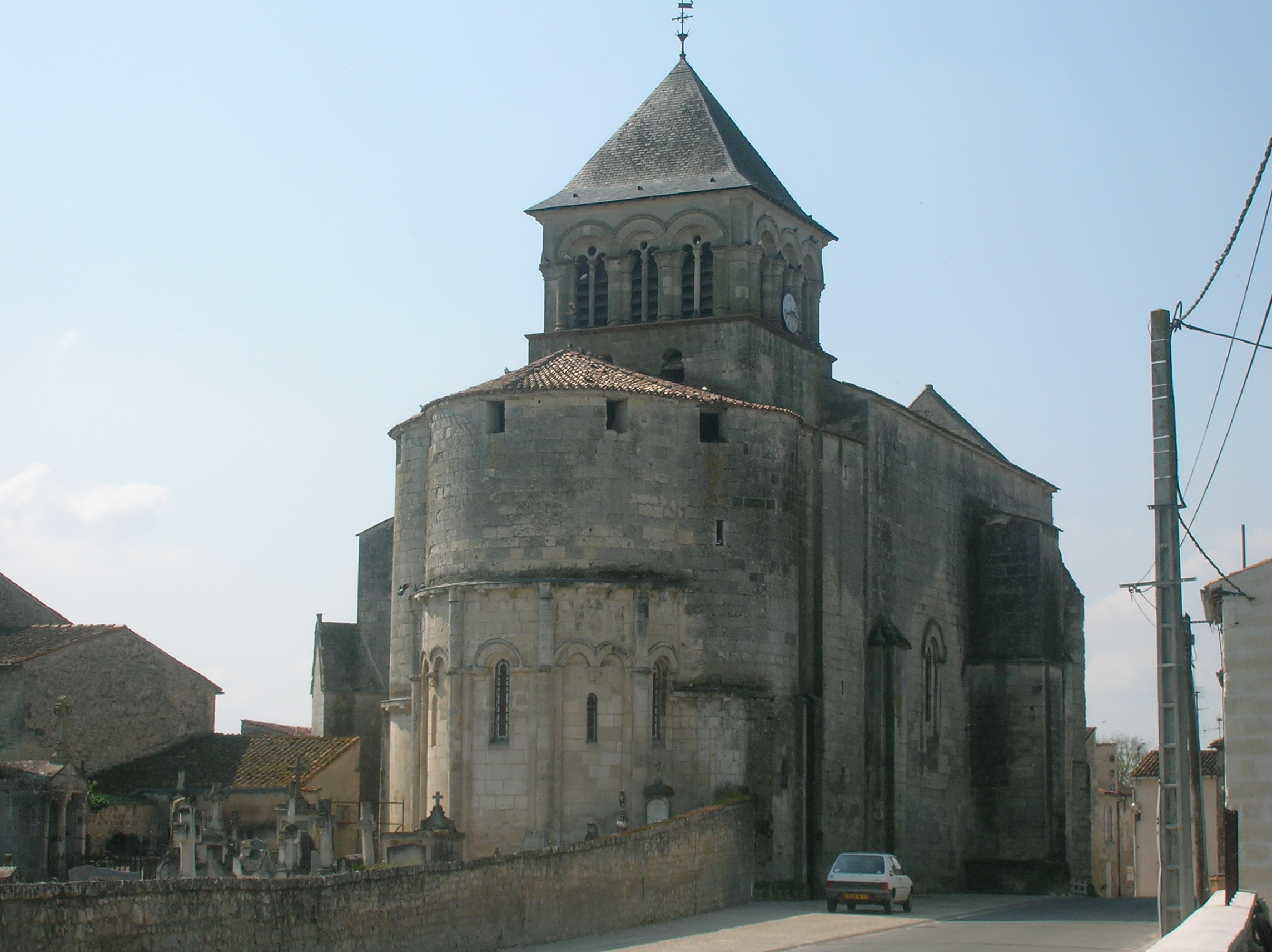
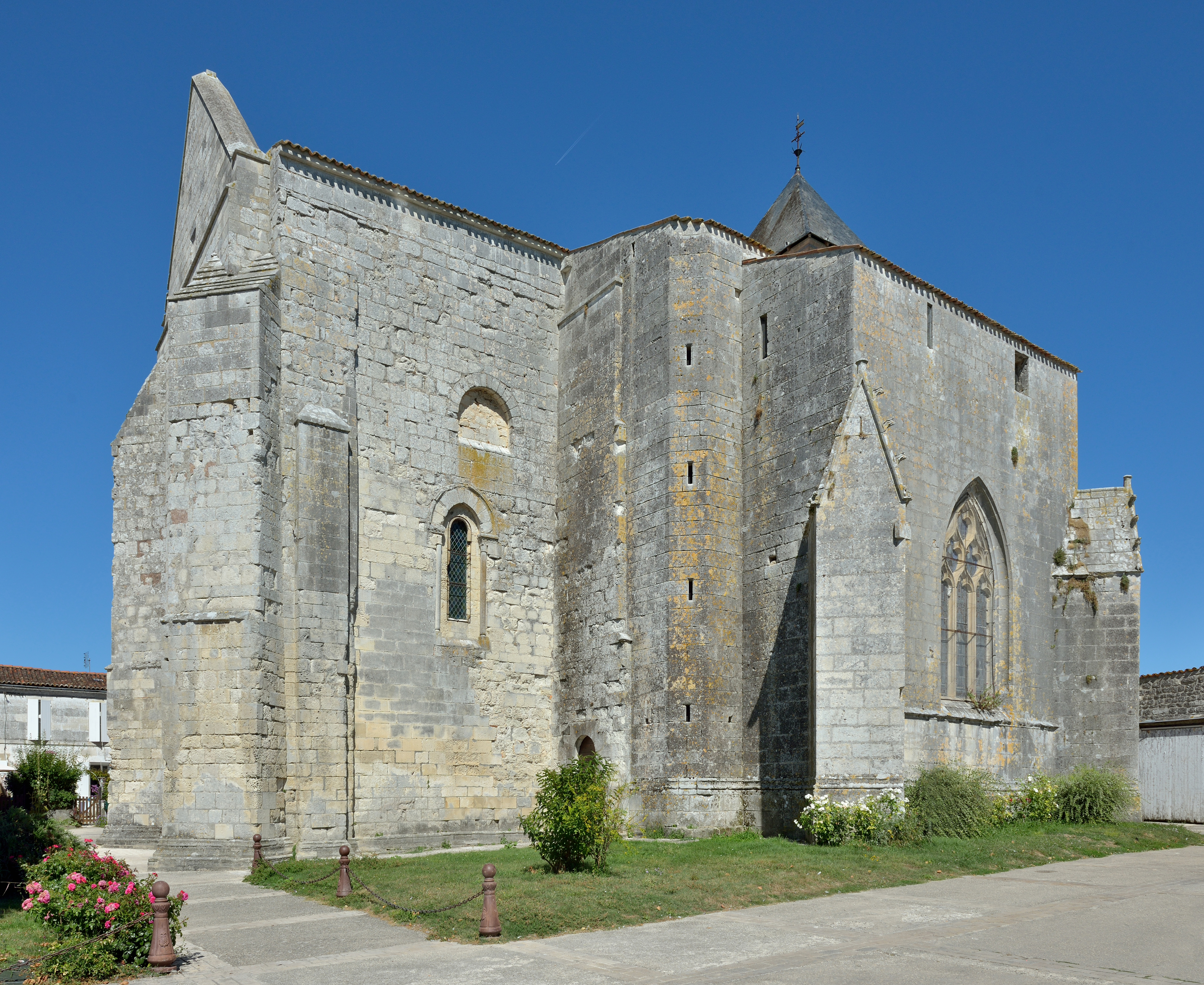
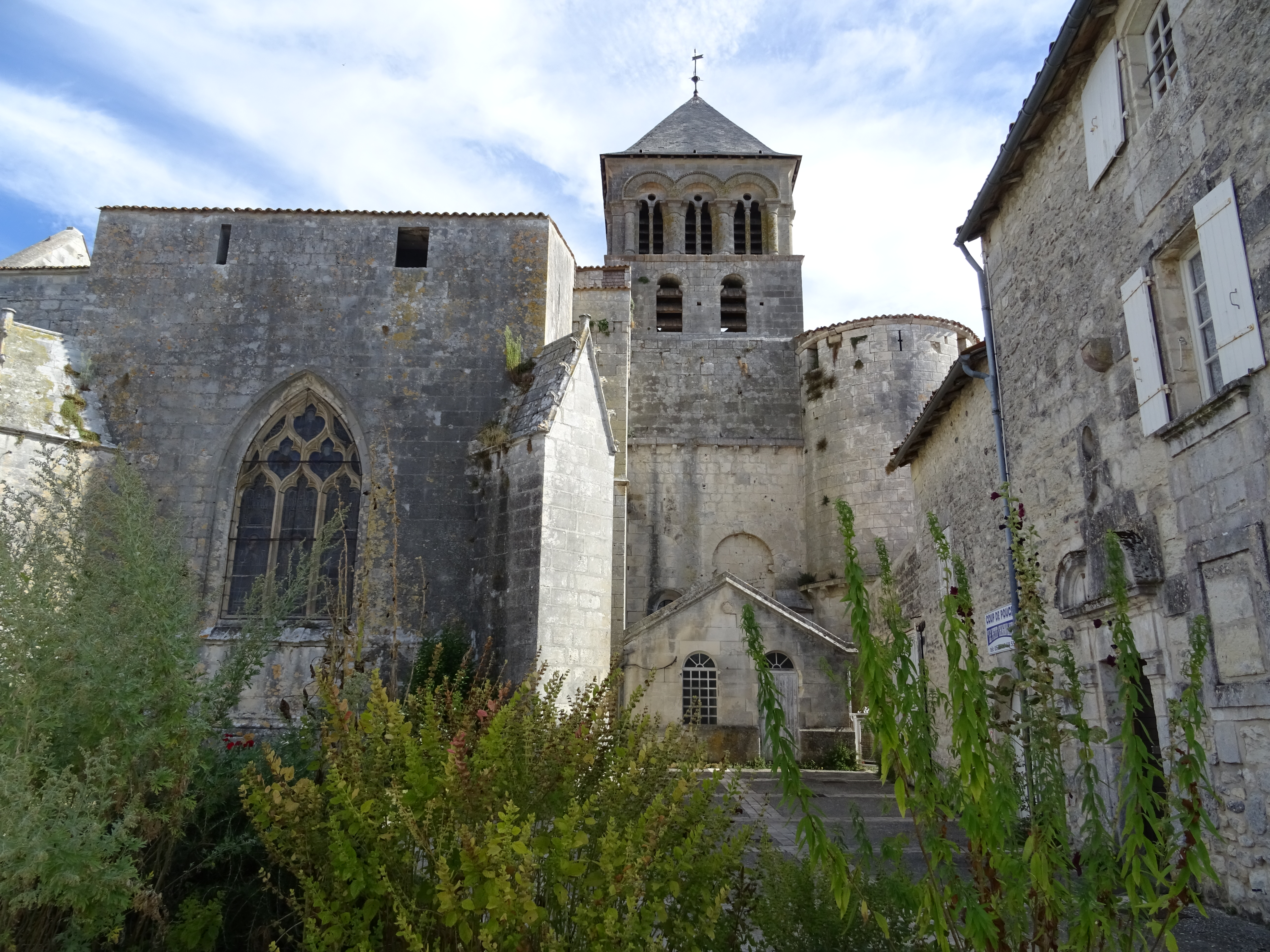
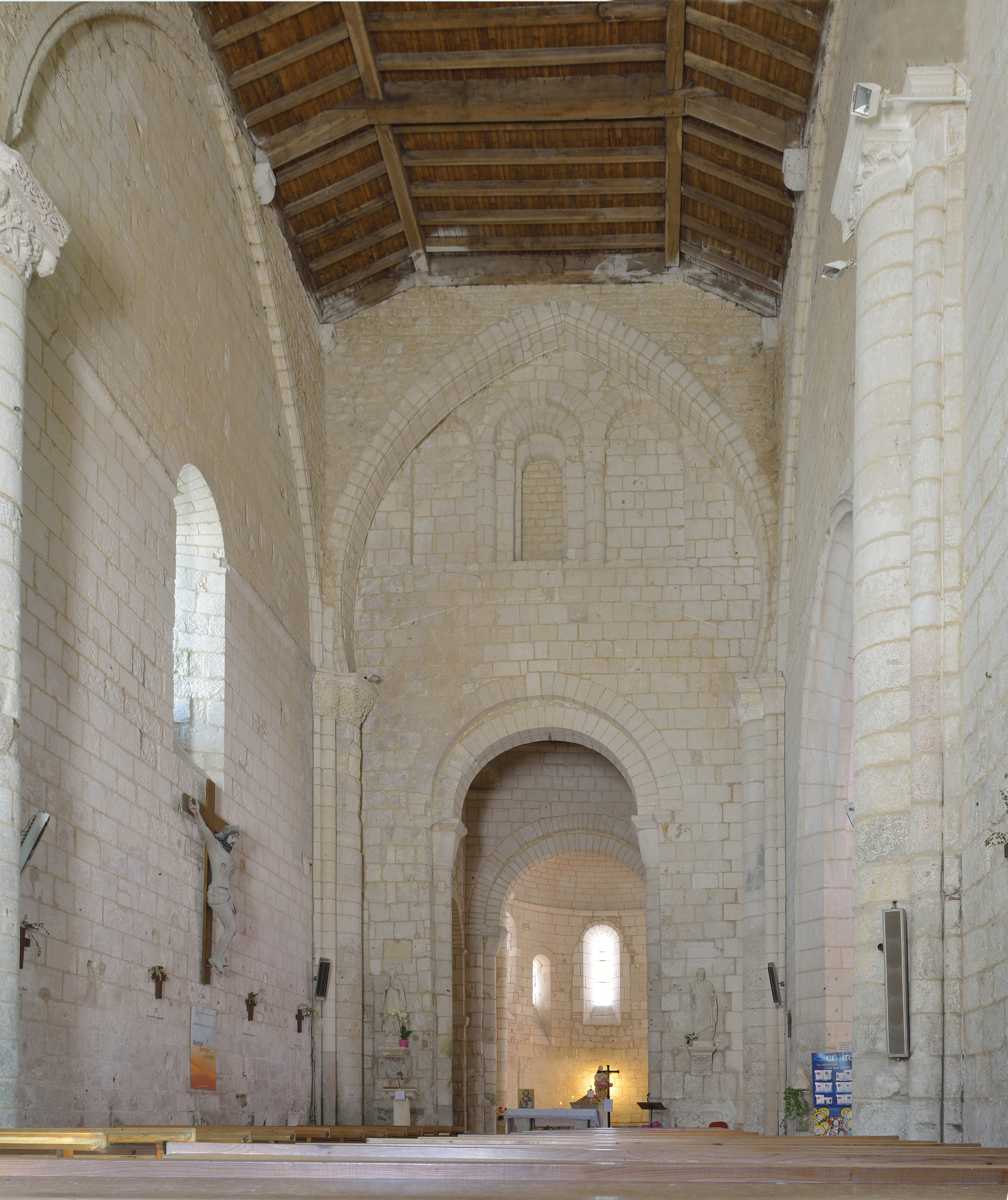

## Cloches
Le clocher abrite une sonnerie de 5 cloches de volée.
1. Marie : sol 3 - 495 kilos, fondue en 1962 par Robert et Jean Bollée, fondeurs à Orléans
2. Sans nom : la 3 - 390 kilos, fondue en 1676
3. Pierre-Jean-Marie-Vianney : si 3 - 326 kilos, fondu en 1937 par la fonderie Paccard d’Annecy
4. Marie-Thérèse-Philomène : do # 4 - 220 kilos, fondue en 1934 par Louis Bollée à Orléans
5. Henriette-Lucie-Germaine : mi 4 - 114 kilos, fondue en 1959 par Robert et Jean Bollée, fondeurs à Orléans

Cette sonnerie est remarquable à plusieurs titres.
- Qu’un clocher possède cinq cloches est rarissime dans le département. La Charente-Maritime possède moins de cinq sonneries composées de cinq cloches.
- En 1934, Louis Bollée fond « Marie-Thérèse-Philomène », 25 et 28 ans plus tard ce seront ces deux fils Robert et Jean qui fourniront les cloches 5 et 1.
- A part l'ancienne cloche du XVIIe siècle, les quatre autres ont été installées à l’initiative de l’abbé Ernest Vieuille resté longtemps prêtre à Chaniers et amoureux de son église. Son nom a d’ailleurs été donné à la longue rue qui longe l’église.

1934 - « Marie-Thérèse-Philomène » est fondue à l’occasion des noces d’argent sacerdotales (25 ans) de l’abbé Vieuille (1909-1934)
1959 - « Henriette-Lucie-Germaine » est fondue à l’occasion des noces d’or sacerdotales (50 ans) de l’abbé Vieuille (1909-1959)
1962 - « Marie » est fondue à l’occasion des 35 ans de présence de l’abbé Vieuille à Chaniers
L’abbé Vieuille avait pour projet de doter son église d’un bourdon donnant la quarte inférieure de « Marie », un ré 3 qui aurait pesé plus d’une tonne.

## Protection
L'église Saint-Pierre est classée au titre des monuments historiques par arrêté du 14 septembre 1912.